# Laura Wilde
Laura Wilde (ur. 4 stycznia 1989 in Heppenheim) – niemiecka piosenkarka.

## Życiorys
Laura Wilde urodziła się jako Laura Milde. Wychowywała się w Groß-Rohrheim i studiowała germanistykę i filologię hiszpańską w Mannheim.
Laurę Wilde nauczyła śpiewać babcia, która miała pochodzenie węgierskie. W wieku 11 lat zapisała się do Konservatorium, gdzie się uczyła śpiewu klasycznego, a nawet uczyła się grać na pianinie. Pierwsze występy publiczne miały miejsce pod koniec lat 90. XX wieku, podczas których wykonywała covery utworów Celine Dion i Andrei Berga.
Później Wilde zaczęła śpiewać razem z Uwe Busse. Ich pierwszy wspólny występ telewizyjny miał miejsce 30 października 2010 roku w Sendung Willkommen bei Carmen Nebel, gdzie śpiewali utwór pt. Ich sehe was, was du nicht siehst. Popularność Wilde przyniósł singiel pt. Umarm die Welt mit mir wylansowany w 2013 roku.
W 2011 roku ukazał się debiutancki album Wilde pt. Fang deine Träume ein, którego producentem jest Uwe Busse. Następnie została wyróżniona przez czytelników „Mein Star des Jahres” nagrodą Młodej Gwiazdy Szlagierów Radia SWR4 oraz nagrodą Smago. W 2013 roku ukazał się jej drugi album pt. Umarm die Welt mit mir, którego producentem również jest Uwe Busse.
W 2014 roku Wilde i Busse ogłosili zakończenie swojej współpracy i od tego czasu jej producentem i autorem tekstów jest Rainer Kalb, który przy dwóch albumach Wilde pracował przy mikserze oraz był odpowiedzialny za aranżację. W tym samym roku pracowali nad swoim trzecim albumem pt. Verzaubert, który ukazał się w 20 marca 2015 roku, a Wilde również pisała teksty piosenek znajdujących się w tym albumie.

## Dyskografia

### Single
- 2010: Ich sehe was, was du nicht siehst
- 2011: Wo hast Du denn Küssen gelernt
- 2011: Ungarisches Blut
- 2011: Schlittenfahrt
- 2012: Alles aus Liebe
- 2013: Warte bis es dunkel wird
- 2013: Umarm die Welt mit mir
- 2013: Mein Herz versteht Spanisch
- 2015: Im Zauber der Nacht
- 2015: Mitten ins Herz
- 2015: Da ist ein Engel
- 2016: Heute hat es Klick gemacht
- 2016: Blumen im Asphalt
- 2017: Federleicht
- 2017: Wenn du denkst
- 2018: Wolkenbruch im 7ten Himmel
- 2018: Es ist nie zu spät
- 2019: Blicke von Dir
- 2019: Einfach nur Lust
- 2019: Alles geht

### Albumy studyjne
| Rok                                                    | Tytuł                  | Pozycje na listach przebojów | Pozycje na listach przebojów | Pozycje na listach przebojów | Uwagi                    |
| Rok                                                    | Tytuł                  | DE                           | AT                           | CH                           | Uwagi                    |
| ------------------------------------------------------ | ---------------------- | ---------------------------- | ---------------------------- | ---------------------------- | ------------------------ |
| 2011                                                   | Fang Deine Träume ein  | 52                           | 36                           | –                            | Opublikowano: 29.07.2011 |
| 2013                                                   | Umarm die Welt mit mir | 58                           | 50                           | –                            | Opublikowano: 12.04.2013 |
| 2015                                                   | Verzaubert             | 72                           | –                            | –                            | Opublikowano: 20.03.2015 |
| 2016                                                   | Echt                   | 31                           | –                            | –                            | Opublikowano: 12.08.2016 |
| 2018                                                   | Es ist nie zu spät     | 18                           | –                            | 62                           | Opublikowano: 19.01.2018 |
| 2019                                                   | Lust                   | 25                           | –                            | –                            | Opublikowano: 09.08.2019 |
| „–” oznacza, że album nie był notowany na danej liście |                        |                              |                              |                              |                          |